# 中華民國大陸時期四川報刊列表
中華民國大陸時期四川報刊列表，列舉1939年到1945年期間，国民政府西迁重庆期间，在重庆及四川其它城市创办的报刊。
| 報刊名稱               | 發行地     | 發行期間                     |
| ---------------------- | ---------- | ---------------------------- |
| 十日新闻               | 重庆       | 1947年2月－－6月             |
| 人民日报               | 重庆       | 1937年－1938年               |
| 川报                   | 成都       | 1934年7月－9月               |
| 惊蛰                   | 成都       | 1937年－1940年               |
| 川中日报               | 自贡       | 1948年3月                    |
| 大公报                 | 重庆       | 1938年12月－1949年12月       |
| 大公晚报               | 重庆       | 1944年9月－1949年12月        |
| 大中日报               | 重庆       | 1946年7月－1949年3月         |
| 大中华日报             | 重庆       | 1928年7月－1930年10月        |
| 大江日报               | 重庆       | 1934年，1938年9月－1940年6月 |
| 大众报晚刊             | 重庆       | 1947年11月－1949年11月       |
| 大竹县三日刊           | 大竹       | 1946年8月－－12月            |
| 大声日报               | 重庆       | 1931年1月－－1934年2月       |
| 大声日报               | 合川       | 1936年6月－－1939年8月       |
| 万州日报               | 万县       | 1929年3月－－1940年6月       |
| 工商导报               | 成都       | 1946年11月－－1947年1月      |
| 巴山日报               | 达县       | 1948年7月－－11月            |
| 巴渝晚报               | 重庆       | 1948年12月－－1949年4月      |
| 日日新闻               | 遂宁       | 1935年1月                    |
| 中央日报               | 重庆       | 1938年9月－－1949年11月      |
| 中央日报、扫荡报联合版 | 重庆       | 1942年6月－－1943年3月       |
| 中央晚报               | 重庆       | 1946年10月－－12月           |
| 中国午报               | 重庆       | 1946年4月－－6月             |
| 中国夜报               | 重庆       | 1947年9月－－1948年10月      |
| 中国评论报             | 江北       | 1943年2月－－3月             |
| 丰都日报               | 丰都       | 1947年12月                   |
| 四川日报               | 成都       | 1929年1月－－1930年2月       |
| 四川晨报               | 重庆       | 1935年4月－－7月             |
| 四川盐务日报           | 重庆       | 1931年1月－－4月             |
| 北碚日报               | 北碚       | 1948年9月－－1949年12月      |
| 北碚实验简报           | 北碚黄桷树 | 1944年1月－－2月             |
| 民主报                 | 重庆       | 1946年11月－－12月           |
| 民主星期刊             | 重庆       | 1946年11月－－12月           |
| 民间报                 | 重庆       | 1947年1月－－6月             |
| 世界日报               | 重庆       | 1945年5月－－1949年12月      |
| 西方日报               | 成都       | 1947年11月－－1949年4月      |
| 西南日报               | 重庆       | 1938年7月－－1947年8月       |
| 南南日报晚刊           | 重庆       | 1939年9月－－1940年3月       |
| 西南风晚报             | 重庆       | 1949年3月－－11月            |
| 西康新闻               | 康定       | 1940年4月－－6月             |
| 江津、民言日报联合版   | 江津       | 1947年12月                   |
| 华西日报               | 成都       | 1938年6月－－1948年12月      |
| 华西晚报               | 成都       | 1947年2月－－5月             |
| 扫荡报                 | 重庆       | 1938年10月－－1949年11月     |
| 合川日报               | 合川       | 1935年5月－－1948年7月       |
| 合川、大声两报联合版   | 合川       | 1940年1月－－12月            |
| 时事新报               | 重庆       | 1938年9月－－1948年11月      |
| 国民公报               | 成都、重庆 | 1911年12月－－1949年12月     |
| 国民公报晚刊           | 重庆       | 1946年8月－－12月            |
| 南川日报、民报联合版   | 南川       | 1947年12月－－1948年2月      |
| 南京晚报               | 重庆       | 1940年5月－－1949年11月      |
| 重庆日报               | 重庆       | 1948年10月－－1949年11月     |
| 重庆民报               | 重庆       | 1929年6月－－11月            |
| 重庆新民报             | 重庆       | 1930年10月－－1931年11月     |
| 重庆夜报               | 重庆       | 1947年7月－－1949年4月       |
| 重庆各报联合版         | 重庆       | 1939年6月－－8月             |
| 建国、川中日报联合版   | 自贡       | 1947年12月                   |
| 复兴日报               | 成都       | 1938年7月－－12月            |
| 资中日报               | 资中       | 1939年3月－－9月             |
| 益世报                 | 重庆       | 1939年3月－－1948年2月       |
| 商务日报               | 重庆       | 1928年8月－－1949年12月      |
| 济川公报               | 重庆       | 1934年2月－－1939年3月       |
| 陪都晚报               | 重庆       | 1946年5月－－1949年4月       |
| 朝报                   | 重庆       | 1934年11月－－1935年8月      |
| 新中国日报             | 成都       | 1938年10月－－1949年3月      |
| 新民报                 | 重庆       | 1938年10月－－1949年12月     |
| 新民报                 | 成都       | 1938年10月－－1939年3月      |
| 新民报晚刊             | 成都       | 1944年3月－－6月             |
| 新蜀报                 | 重庆       | 1929年6月－－1949年12月      |
| 新蜀夜报               | 重庆       | 1946年9月－－1947年12月      |
| 新华日报               | 重庆       | 1940年6月－－1947年2月       |
| 新新新闻               | 成都       | 1935年12月－－1949年10月     |
| 嘉渠日报               | 南充       | 1934年3月－－4月             |
| 嘉陵江日报             | 北碚       | 1928年3月－－1948年8月       |
| 征信新闻               | 重庆       | 1946年1月－－1949年5月       |
| 綦江日报               | 綦江       | 1947年12月－－1948年1月      |
| 黎明日报               | 重庆       | 1949年11月                   |